# سمكة منتفخة قزم
سمكة منتفخة قزم (الٳسم العلمي: Carinotetraodon travancoricus) (بالٳنجليزية: Dwarf pufferfish)، هي سمكة منتفخة صغيرة تعيش في المياه العذبة بولاية كيرالا وجنوب كارناتاكا في جنوب غرب الهند، وهي مهددة بسبب الصيد الجائر لتجارة الأحواض المائية وفقدان الموائل. يبلغ الحد الأقصى للحجم الموثق لهذه السمكة 3.5 سم، مما يجعلها واحدة من أصغر الأسماك المنتفخة في العالم. وعلى الرغم من ارتباطها الوثيق بالسمكة المنتفخة البحرية، إلا أنها لا توجد في المياه المالحة، وتستند التقارير التي تشير إلى عكس ذلك إلى خطأ في التعرف عليها.

## وصف
تمتاز هذه الأسماك لونها الأصفر المخضر بالدرجة الأولى لدى كلا الجنسين مع وجود بقع قزحية خضراء داكنة إلى سوداء على الأجنحة والسطح الظهري. زعانفها الصدرية قصيرة وهامشية قليلاً على شكل مروحة. والزعنفتان الظهرية والشرجية تقعان مقابل بعضهما البعض باتجاه المؤخرة، وهي قصيرة ومستديرة، بينما الزعنفة الذيلية أكبر ومقتطعة. كما هو الحال مع الأنواع الآخرى من نفس الفصيلة، يظهر إزدواج الشكل الجنسي في الأسماك الناضجة، حيث يكون لون الذكور أكثر سطوعًا من الإناث ولهم سطح بطني أصفر. يمكن أن يكون لدى الذكور أيضًا شريط داكن أسفل منتصف بطنهم الباهت وأنماط تجاعيد العين المتقزحة التي لا تمتلكها الإناث. تميل إلى الإناث أن تكون أكبر قليلاً من الذكور، وقد تظهر نقاطًا أصغر حجمًا بين علاماتها الداكنة الأكبر. بطونهم بيضاء وقد يكون لديهم بقعة صفراء على حلقهم.

## البيئة والتكاثر

### الموطن
السمكة المنتفخة القزم هي حيوانات آكلة اللحوم، بحيث يتكون نظامهم الغذائي في البرية بشكل أساسي من الحيوانات الصغيرة مثل الكلادوسيرا والدوارات ومجذافيات الأرجل والحشرات، مع بعض الكميات من المواد النباتية مثل الدياتومات والطحالب. تم العثور أيضًا على الرمل والمخلفات في أمعاء السمكة المنتفخة القزم، والتي يُفترض تناولها عن طريق الخطأ عند أكل الحيوانات الصغيرة التي تعيش في القاع.
على الرغم من أن العديد من أسماك المياه العذبة تعرف تراكم للساكسيتوكسين في جلدها بسبب استهلاكها لبكتيريا زرقاء معينة متوجودة في مصادر طعامها، لكن لم يتم نشر أي بحث يؤكد أو ينفي وجود هذا السم العصبي في السمكة المنتفخة القزم.

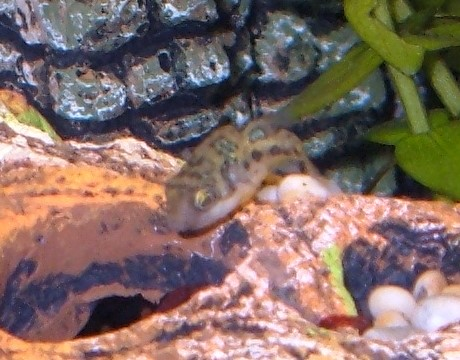
سمكة منتفخة قزم في قاع الحوض

في الأحواض المائية، تستفيد السمكة المنتفخة القزم من نظام غذائي متنوع، بحيث تأكل الحلزونات الصغيرة مثل حلزون الكبش، حلزون المثانة وحلزون البوق الماليزي، وكذلك بعض الأطعمة المجمدة مثل ديدان الدم والروبيان المالح. وتتغدى أسماك أخرى من نفس الجنس على العوالق الحيوانية والقشريات القاعية والرخويات المختلفة. ويبدو أن العناصر الغذائية للعينات المحفوظة في الأحواض متشابهة. وعادة ما ترتبط السمكة المنتفخة القزم بالنباتات من جنس كابومبا، وقد ثبت أن وجود هذه النباتات يقلل معدل الوفيات بين العينات في الأحواض المائية.
السمكة المنتفخة القزم هي سباحة بطيئة، فهي من الأنواع التي تعيش في القاع. وعلى عكس العديد من أنواع الأسماك المنتفخة الأخرى التي تكون في الأساس منفردة ومن المحتمل أن تكون عدوانية، تتواجد السمكة المنتفخة القزم عادة في المياه الضحلة الكبيرة، وتتكون أحيانًا من مئات الأفراد. تظهر بشكل رئيسي خلال أشهر الصيف ونادرًا جدًا ما تُرى خلال موسم الأمطار. نظرًا لطبيعة مواطنها الضحلة، وجد هواة أحواض السمك أن هذه الأسماك تظهر عدوانية عندما يتم الاحتفاظ بها في مجموعات أقل من ستة أفراد، أو عندما يكون هناك أكثر من ذكر لكل أنثى.

### التزاوج
يعتبر تربية الأسماك المنتفخة في الأحواض المائية أمرًا صعبًا إلى حد ما، ويشكل صيدها من أجل تجارة الحيوانات الأليفة تهديداً على الأنواع الموجودة في البرية.
في البرية، يتم العثور على الذكور المستعديين للتزاوج خلال جميع أشهر السنة ما عدا دجنبر ويناير، وتمتد فترة ذروة التبويض لدى عادة من ماي إلى غشت، بالتزامن مع فترة الرياح الموسمية الجنوبية الغربية. ويبلغ الحجم الذي ينضج فيه معظم أفراد المجموعة جنسيًا حوالي 1.83 سم.
يتم تخصيب بيض السمكة المنتفخة القزم خارجيًا. وفي الحوض، غالبًا ما يكون بيض السمكة المنتفخة القزم عبارة عن بويضات نباتية، وتضع البيض في النباتات. شوهد البيض يفقس بعد خمسة أيام عند 27 درجة مئوية، يتغدى الصغار في البداية على النقاعيات، ثم الروبيان عندما يبلغ عمرها أسبوعًا، وأخيراً طعام عادي. لا تحرس السمكة المنتفخة القزمية بيضها أو صغارها، ولا يحتفظ المربون بالأسماك البالغة والصغار معًا.

## الحالة والحفظ
السمكة المنتفخة القزمية هي من الأنواع المتعدية الصبغية المتوطنة في الأنهار والبحيرات ومصبات الأنهار في ولاية كيرالا وجنوب كارناتاكا في منطقة غاتس الغربية في شبه جزيرة الهند. تم الإبلاغ عن تواجد هذه الأسماك في 13 نهرًا في ولاية كيرالا، بحيث تسكن المياه ذات الغطاء النباتي الكثيف، بما في ذلك نهر بامبا، نهر تشالكودي، نهر بيريار، نهر كشيري، نهر موفاتوبوزا، نهر فيمباناد، نهر ميناتشيل، نهر تشيرثالا، موانئ نيلامبور و نهر كالار، وهو جزء من محمية نيار للحياة البرية. تم الإبلاغ عن أنها نادرة في بهاراتابوزا ومحمية نيلجيري للمحيط الحيوي. تم الإبلاغ عن هذا النوع أيضًا من أحواض الطوب التي غمرتها المياه في بلدة بوتاكيد، وكذلك من الخنادق والبرك وقنوات الري والخزانات الصناعية أو المسطحات المائية المهجورة في حقول الأرز. من المحتمل أن يكون توسط النطاق الكبير لتوزيعها وظهورها في المسطحات المائية الصغيرة المنعزلة جزئيًا بواسطة الطيورالآكلة للأسماك التي تشتت الأفراد عن غير قصد.
اعتبر العديد من الباحثين أن هذا النوع مهدد بالانقراض، على الرغم من عدم تقديم أي مبرر منطقي. تم تصنيف السمكة المنتفخة القزمية رسميًا على أنها معرضة للخطر في القائمة الحمراء للاتحاد الدولي لحفظ الطبيعة بسبب تناقص أعدادها بسبب بناء السدود، وإزالة الغابات العشوائية من أجل الزراعة، والتلوث الذي تسببه مياه الصرف. وبشكل أساسي، بسبب الٳصطياد المفرط لتجارة الأحواض المائية. ففي عام 2010، قدر بعض الباحثين أن عددها سينخفض بنسبة 30-40 في المئة من 2005 إلى 2015، بينما قدر آخرون أنه قد انخفض بالفعل بنفس المقدار بين عامي 2005 و 2010.

## روابط خارجية
- صحيفة العناية لعشاق السمكة المنتفخة حول العالم
- حفظ معلومات العناية الخاصة بالسمكة المنتفخة في أحواض السمك